# Dwór w Starym Tomyślu
Dwór w Starym Tomyślu – zabytkowy, barokowy dwór, położony we wsi Stary Tomyśl, w powiecie nowotomyskim, w województwie wielkopolskim.
Barokowy dworek wzniesiono pod koniec XVIII wieku dla ówczesnych właścicieli Starego Tomyśla, Szołdrskich. Ostatnim właścicielem był Niemiec, Maksymilian von Poncet.
Jest to budynek parterowy, o mieszkalnym poddaszu, z mansardowym dachem. Zbudowany został z cegły. W fasadzie umieszczony ryzalit, zwieńczony wolutowym szczytem.
Przy dworze znajduje się zabytkowy park z pomnikami przyrody: cisem zwyczajnym oraz lipą drobnolistną.
Jeszcze przed dworem znajduje się pałac z 1916 roku, wybudowany dla ostatniego właściciela, który przeszedł w latach 70. na potrzeby szkoły. Dobudowane zostały wówczas dwa piętra.